# السلوم
السَلُوم هي مدينة حدودية مصرية صغيرة قرب الحدود الغربية لمصر مع ليبيا وتقع على ساحل البحر المتوسط وهي عبارة عن خور في قلب البحر المتوسط، يحدها من الشرق الساحل، ومن الشمال هضبة السلوم، ويقع بها منفذ السلوم البري الحدودي مع ليبيا وتبلغ مساحة مدينة السلوم 35 كم٢ بخلاف القرى التابعة لها، ويتبع لمركز السلوم قريتي بقبق وأبو زربية، وتتبع إداريًا محافظة مطروح وتبعد نحو 215 كيلومترًا عن عاصمة المحافظة مدينة مرسى مطروح، وعدد سكانها حوالي 21,356 نسمة ويسكن السلوم بعض من قبائل أولاد علي والقطعان والمعابدة وتقع بها هضبة السلوم المُطلة على خليج السلوم ويعمل أهلها بمهنة الصيد.

## التاريخ
قد جاء اسم السلوم في وقائع الحرب العالمية الثانية حينما بدأت القوات الإيطالية باحتلالها لصحراء مصر الغربية بداية بمدينة السلوم وأقامت الحصون في السلوم ومدينة سيدي براني، وقد أُقيم بها مقابر لضحايا دول الكومنولث.
تم ذكر السكان المحليين في بعض الروايات الرومانية في إشارة إلى التلال المحلية التي تعيق التجارة البرية بين الشرق والغرب، أو عقبة السلوم أو بشكل أكثر شيوعًا اليوم عقبة الكبير، وكان يطلق عليها حرفيًا "الممر العظيم".وخلال القرن التاسع عشر، هاجرت إحدى العائلات أولاً إلى الطفيلة في جنوب الأردن ، ومن ثم إلى يافا . واستقروا في قرية ملبيس القديمة، وعاشوا هناك لعدة أجيال حتى إنشاء بتاح تكفا، أول مستعمرة صهيونية، في عام 1878
كانت السلوم منشأ العديد من الهجرات شرقاً إلى مصر وإيالة وبلاد الشام، كانت السلوم جزءًا من إيالة طرابلس ، في الفترة من 1551 إلى 1911، أي قبل عام من سقوطها في أيدي إيطاليا بشكل أساسي .خلال الحملة السنوسية في الحرب العالمية الأولى ، استولى السنوسيون على السلوم في نوفمبر 1915 بمساعدة العثمانيين والألمان . واستعادها البريطانيون في مارس 1916،و أثناء الحرب الإيطالية التركية، استولت عليها قوة إنجليزية مصرية، وأعفت حاميتها، لمنعها من الوقوع في أيدي الإيطاليين. وعندما تم تسوية الحدود بين ليبيا الإيطالية ومصر بموجب معاهدة في عام 1925 أصبحت السلوم تابعة لمصر
في ديسمبر 1941، في الحرب العالمية الثانية، كانت السلوم موقعًا للقتال بين الإمبراطورية البريطانية وقوات الكومنولث المتحالفة ضد القوات الألمانية والإيطالية ؛ كانت الأخيرة تنسحب من المكاسب التي حققتها في عمق مصر. تم إنشاء مقبرة حرب حلفايا سلوم من قبل لجنة مقابر الحرب التابعة للكومنولث لدفن أكثر من 2000 جندي ماتوا في المنطقة.في 21 يوليو 1977، حدثت مناوشات بين الدولتين المصرية والليبية في السلوم، مما أدى إلى اندلاع أول اشتباك في الحرب الليبية المصرية .

## أنظر أيضاً
- مرسى مطروح
- الحدود المصرية الليبية
- طبرق
- العلمين
- برج العرب (مدينة)

## وصلات خارجية
- البوابة الإلكترونية لمحافظة مطروح (الموقع الرئيسي لمحافظة مطروح)